# ریو سه‌گاوا
ریو سه‌گاوا (انگلیسی: Ryo Segawa؛ زادهٔ ۱۹ اکتبر ۱۹۷۸) بازیگر اهل ژاپن است. وی از سال ۲۰۰۳ میلادی تاکنون مشغول فعالیت بوده‌است.